# 小山郵便局
小山郵便局（おやまゆうびんきょく）
- 栃木県小山市にある郵便局。本記事で記述する。
- 岩手県奥州市にある郵便局。局番号は83163。

小山簡易郵便局（おやまかんいゆうびんきょく）
- 福井県大野市にある簡易郵便局。局番号は33709。

小山郵便局（おやまゆうびんきょく）は栃木県小山市にある郵便局。民営化前の分類では集配普通郵便局であった。

## 概要
住所：〒323-8799 栃木県小山市城東1-13-16

### 併設施設
- ゆうちょ銀行小山店（さいたま支店小山出張所）：取扱店番号070110

## 沿革
- 1872年8月4日（明治5年7月1日） - 小山郵便取扱所として開設[1]。
- 1873年（明治6年） - 小山郵便役所となる[1]。
- 1875年（明治8年）1月1日 - 小山郵便局（四等）となる。同年5月21日より為替取扱を開始[1]。
- 1879年（明治12年） - 貯金取扱を開始[1]。
- 1901年（明治34年）2月21日 - 小山郵便電信局となる[1]。
- 1903年（明治36年）4月1日 - 通信官署官制の施行に伴い小山郵便局となる[1]。
- 1956年（昭和31年）11月1日 - 電話通話および和文電報受付事務取扱を開始[2]。
- 1961年（昭和36年）10月 - 新局舎落成。
- 1978年（昭和53年）7月31日 - 小山市城山町三丁目（→のち小山市役所第二庁舎、2008年現在解体済）から、同市泉崎に移転。
- 1992年（平成4年）8月3日 - 外国通貨の両替および旅行小切手の売買に関する業務取扱を開始。
- 2007年（平成19年）10月1日 - 民営化に伴い、併設された郵便事業小山支店、ゆうちょ銀行小山店に一部業務を移管。
- 2012年（平成24年）10月1日 - 日本郵便株式会社発足に伴い、郵便事業小山支店を小山郵便局に統合。

## 取扱内容

### 小山郵便局
- 郵便、印紙、ゆうパック、内容証明
- 生命保険、バイク自賠責保険、自動車保険、がん保険、引受条件緩和型医療保険
- 「323-00xx」「323-08xx」区域（小山市の一部）の集配業務
- ゆうゆう窓口

### ゆうちょ銀行小山店
- 貯金、貸付、為替、振替、振込、国際送金、外貨両替、国債、投資信託、変額年金保険
- ATM

## 風景印
- 図案は『観晃橋』・『琵琶塚古墳』・『工場群』
- 使用開始日は1981年（昭和56年）8月23日

### 過去の風景印
- 1949年（昭和24年）3月10日 - 1974年（昭和49年）4月19日
  - 形はかんぴょう形の変形印である。
  - 図案は『かんぴょう』・『思川』・『小山城址』
- 1974年（昭和49年）4月20日 - 1981年（昭和56年）8月22日
  - 図案は『満願寺』・『朝日松』・『祇園橋』・『紅駒』・『タワー』

## 周辺施設
- 小山市立中央図書館
- 城東公園
- 小山市立小山城東小学校
- ジョイホン小山駅前店

## アクセス
- JR小山駅（東口）から徒歩約13分
- 小山市コミュニティバス（おーバス） 商工会議所前停留所、もしくは関東バス 駅東通り一丁目停留所下車
- 東北自動車道 栃木ICから南東へ約15km
- 駐車場あり：26台